# Ptycholoma lecheana
 (janvier 2019).
Espèce
Ptycholoma lecheana, la Tordeuse de Lèche, est une espèce de lépidoptères (papillons) de la famille des Tortricidae.

## Description
L'envergure des imagos varie de 16 à 20 mm.

## Distribution
Eurasiatique : en Europe, du Portugal à la Scandinavie, à la Russie ; Asie : Sibérie, Moyen-Orient, Chine, Corée, Japon.

## Habitats
Milieux forestiers, lisières, haies, vergers.

## Biologie
Les adultes volent de mai à juillet selon la localisation.
La chenille consomme les feuilles de divers arbres et arbustes : elle vit à l'intérieur des feuilles qu'elle enroule en forme de mince cigare en s'aidant de fils de soie.

### Plantes hôtes
Feuillus et arbustes dont Pommier, Prunier, Chêne, Saule, etc.